# Erster europäischer Astronomenkongress

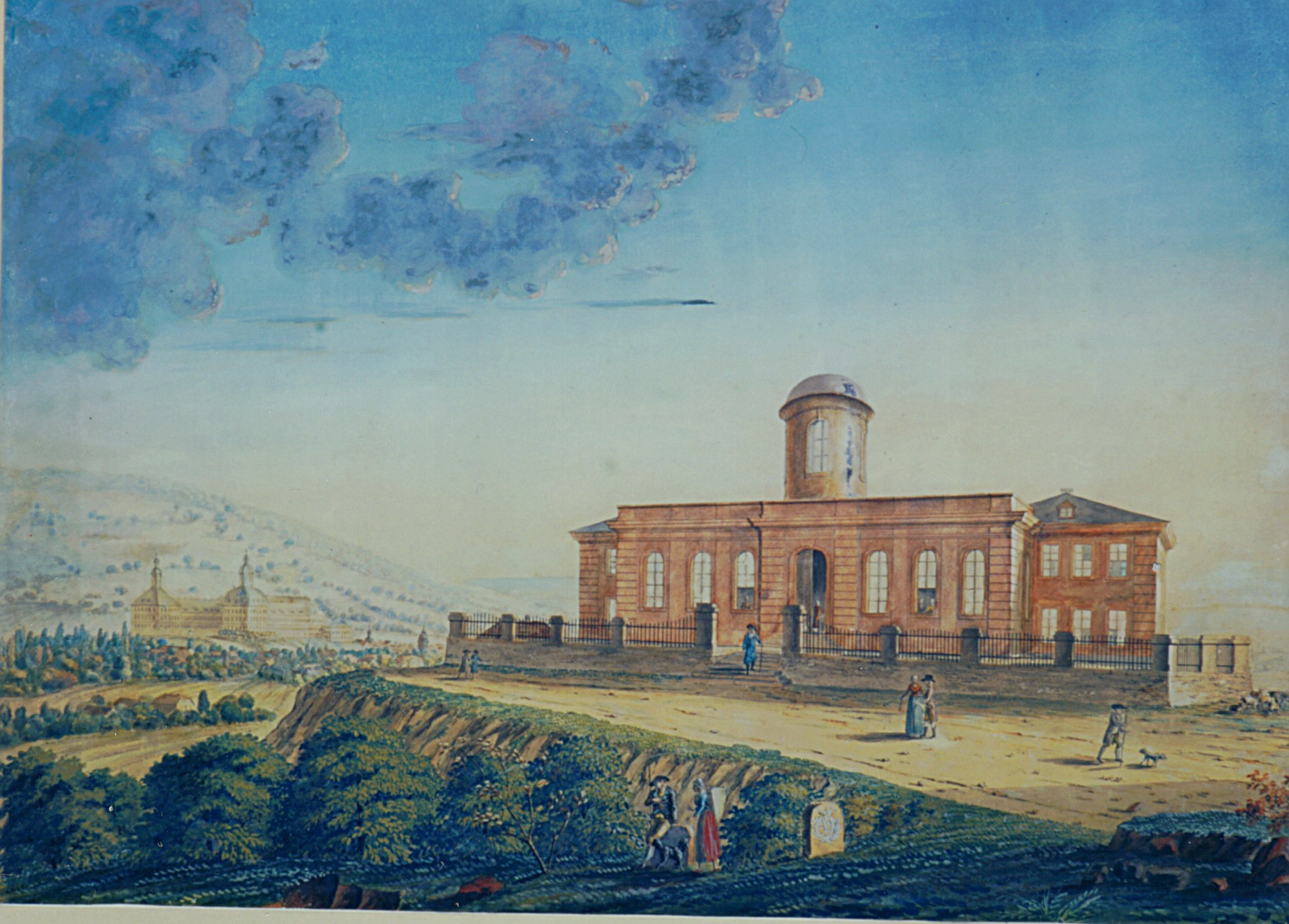
Seeberg-Sternwarte um 1800

Der erste europäische Astronomenkongress fand während etwa zehn Tagen bis Mitte August 1798 auf der Seeberg-Sternwarte in Gotha statt.

## Vorgeschichte
Die 1790 von Franz Xaver von Zach in Betrieb genommene Seeberg-Sternwarte wurde schnell zu einem Mittelpunkt der europäischen Astronomengemeinde. Zach korrespondierte mit fast allen Fachkollegen und seine von ihm entworfene Sternwarte wurde wegen ihrer neuartigen Anlage häufig besucht.
Anfang 1798 äußerte der französische Astronom Jérôme Lalande den Wunsch, das Gothaer Observatorium kennenzulernen, wo er den Berliner Astronomen Johann Elert Bode zu treffen hoffte. Zach schickte für das für Anfang August geplante Treffen auch Einladungen an weitere mit der Astronomie verbundene Fachleute; dazu zählten auch Derflinger, Barry, Rüdiger, David und Strnadt. Meist wurden diese Einladungen positiv aufgenommen und von den jeweiligen Landesfürsten unterstützt. Andere fürchteten jedoch den Einfluss revolutionärer französischer Ideen. So durfte der von Lalande eingeladene Jurij Vega aus Wien nicht nach Gotha reisen. Johann Hieronymus Schroeter in Lilienthal und Heinrich Wilhelm Olbers in Bremen blieben von sich aus fern, weil sie eine Propagierung des metrischen Einheitensystems vermuteten.

## Teilnehmer
- Johann Elert Bode (1747–1826), Berlin, Astronom
- George Butler (1774–1853), Cambridge, Reisender, Student
- Johannes Feer (1763–1823), Meiningen, Landmesser
- Ludwig Wilhelm Gilbert (1769–1824), Halle, Prof. für Physik
- Johann Kaspar Horner (1774–1834), Zürich, Adjunkt von Zach
- Johann Jakob Huber (1733–1798), Basel, Astronom
- Georg Simon Klügel (1739–1812), Halle, Prof. und Optiker
- Johann Gottfried Köhler (1745–1800), Dresden, Math.-Phys. Salon
- Jérôme Lalande (1732–1807), Paris, Astronom
- Marie-Jeanne de Lalande (1768–1832), Paris, Astr. Rechnerin
- Carl Philipp Heinrich Pistor (1778–1847), Berlin, Postsekretär und Instrumentenbauer
- Johann Konrad Schaubach (1764–1849), Meiningen, Gymnasialdirektor
- Karl Felix von Seyffer (1762–1822), Göttingen, Astronom
- Johann Heinrich Seyffert (1751–1817), Dresden, Finanzsekretär
- Johann Friedrich Wurm (1760–1833), Württemberg, Astr. Rechner, Pfarrer
- Franz Xaver von Zach (1754–1832), Gotha, Astronom

## Ablauf und Ergebnisse
Jérôme Lalande traf bereits am 25. Juli auf dem Seeberg ein, zusammen mit seiner Nichte, der astronomischen Rechnerin Marie-Jeanne de Lalande. Die meisten der weiteren Teilnehmer folgten zwischen Anfang August und dem 9. August, dem Anreisetag von Bode. Nach Bode erschienen noch Wurm und Huber.
Zach konnte die meisten Teilnehmer in seinen Sternwartengebäuden unterbringen, doch einige mussten auch im Gasthaus „Zur Schelle“ am Gothaer Hauptmarkt wohnen. An klaren Abenden waren aber alle zu Beobachtungen und Diskussionen in der Seeberg-Sternwarte versammelt.
Der Umfang der Diskussionen war breit angelegt. Von vornherein war man sich klar, dass nur eine engere Zusammenarbeit die gewünschten Erfolge sichern konnte. So entstand die Vorstellung einer astronomischen Fachzeitschrift. Zwar gab es bereits das von Johann Elert Bode herausgegebene Berliner Astronomische Jahrbuch, doch dauerte es bei dieser Veröffentlichungsreihe, in der beschreibenden Texten zudem vergleichsweise wenig Raum eingeräumt wurde, zu lange, neue Forschungsergebnisse bekannt zu machen.
Der Vergleich der mitgebrachten Instrumente, vor allem der Chronometer und Sextanten, gab den anwesenden Mechanikern neue Anregungen. Vorschläge für neue Sternbilder wurden nicht realisiert, auch die Einführung des metrischen Systems, einer aus der Französischen Revolution hervorgegangenen Idee, erschien den Teilnehmern politisch in den einzelnen Ländern nicht durchsetzbar. Man beschloss allerdings, das metrische System bei der eigenen Arbeit einzusetzen. Ebenso legte sich die Versammlung auf die Mitteleuropäische Zeit fest.
Praktische Übungen fanden nicht nur auf der Sternwarte statt. Vor allem die gemeinsame Exkursion zum Inselsberg am 14. August 1798 gab dazu Gelegenheit, zumal man die astronomischen Beobachtungen mit barometrischen Höhenmessungen verknüpfen konnte. An diesem Arbeitsausflug nahm auch die Herzogin Charlotte von Sachsen-Gotha-Altenburg teil.
Auch das gesellige Beisammensein kam nicht zu kurz. Wie der Bruder des Herzogs, Prinz August, berichtete, wurde der Namenstag der Nichte Lalandes mit gemeinsamen Tänzen und einer Kanonade begangen. Der aus Basel angereiste Johann Jakob Huber erkrankte kurz nach seinem Eintreffen und verstarb überraschend am 21. August; sein Sohn Daniel Huber, der Mathematiker und wie sein Vater Astronom war, traf aus diesem Anlass in Gotha ein und machte so Bekanntschaft mit Lalande und anderen Gelehrten. Ende August 1798 waren die letzten Teilnehmer abgereist.

## Nachwirkungen
Als Erinnerungsstücke sind im Museum für Regionalgeschichte Gotha ein von Lalande überreichter Globus und ein metrischer Maßstab vorhanden.
1998 führte die deutsche Astronomische Gesellschaft anlässlich des 200. Jahrestages des ersten europäischen Astronomenkongresses ihre Frühjahrstagung in Gotha durch. Auf ihr trafen sich über 120 Astronomen aus 15 Ländern. Zu Ehren dieses Jahrestages wurde der Asteroid (8130) Seeberg benannt.